# Gerhard Müller (Mediziner)
Gerhard Müller (* 1894; † 1981) war ein deutscher Admiralarzt der Kriegsmarine.

## Leben
In der Reichsmarine wurde er am 1. Mai 1931 zum Marine-Oberstabsarzt befördert und war in dieser Position Oberarzt an der Marineschule Kiel-Wik.
Am 1. Oktober 1936 zum Geschwaderarzt befördert, war er im gleichen Jahr Chefarzt des Marinelazaretts Swinemünde und zugleich Standortarzt von Swinemünde. Ab Oktober 1937 war er im Stab des Sanitätsamtes der Marinestation der Nordsee und blieb dies bis Juni 1941. Nebenamtlich war er als Nachfolger von Werner d’Hargues von Februar 1941 bis Juni 1941 Chefarzt des Marinelazaretts in Wilhelmshaven. Später war er als Nachfolger von Hans-Releff Riege ab Mitte Juni 1941 Leitender Sanitätsoffizier beim Flottenkommando. Am 1. Januar 1943 wurde Müller zum Admiralarzt befördert. Ende März 1943 gab er das Kommando ab und ging für ein Jahr zum Marineoberkommando Norwegen.